# Małopolski Instytut Kultury
Małopolski Instytut Kultury w Krakowie (MIK) – instytucja kultury samorządu województwa małopolskiego z siedzibą w Krakowie.
Powstała w 2002 roku w efekcie modernizacji Małopolskiego Ośrodka Kultury. Prowadzi działalność kulturalną mającą na celu integrowanie małopolskich instytucji kultury, organizację wydarzeń adresowanych do szerokiej publiczności i odbiorców indywidualnych oraz promowanie dziedzictwa kulturowego Małopolski w kraju i za granicą przy pomocy nowych technologii.

## Historia
W 1947 roku zapadła decyzja o utworzeniu robotniczego domu kultury. Jego oficjalne otwarcie, pod nazwą Dom Kultury Związków Zawodowych z siedzibą w pałacu Pod Baranami przy Rynku Głównym 27, nastąpiło 30 stycznia 1949 r. Instytucja nieoficjalnie funkcjonowała pod nazwą Krakowski Dom Kultury i zajmowała się zapewnianiem dostępu do kultury mieszkańcom miasta i województwa oraz popularyzowaniem różnych dziedzin życia kulturalnego. Jej działalność, oprócz organizacji imprez, wystaw, konkursów i warsztatów, obejmowała również opiekę nad kabaretem literackim, Piwnicą Pod Baranami.
W swoich początkach instytucja podlegała Ministerstwu Kultury, co czyniło ją jednostką o ogólnopolskim znaczeniu i jedną z najbardziej istotnych placówek kulturalnych miasta Kraków.
W latach 90. pałac Pod Baranami wrócił w ręce dawnych właścicieli, rodziny Potockich, a Krakowski Dom Kultury przeniósł się do kamienicy Pod Krukami przy Rynku Głównym 25, już jako Wojewódzki Ośrodek Kultury. Od 1 stycznia 2000 roku instytucja funkcjonowała pod nazwą Małopolski Ośrodek Kultury w Krakowie.
Zmiany w statucie Małopolskiego Ośrodka Kultury przyniosło objęcie stanowiska dyrektora przez Antoniego Bartosza. Nowymi obszarami działalności instytucji stały się między innymi promowanie małopolskiego dziedzictwa, rozbudowanie i podtrzymywanie regionalnego systemu informacji kulturalnej oraz edukacja kulturalna obejmująca nowe formy.
Małopolski Ośrodek Kultury stał się „placówką inspirująco-doradczą w czterech dziedzinach: efektywnym zarządzaniu w kulturze, nowej edukacji dla kultury, nowych technologiach w informacji o kulturze oraz analizie zjawisk i procesów zachodzących w kulturze”, czego konsekwencją była zmiana nazwy instytucji na Małopolski Instytut Kultury w 2002 roku.
W 2006 roku Małopolski Instytut Kultury przeniósł się na ulice Karmelicką, a w styczniu 2016 roku do Domu Erazma przy ulicy 28 lipca 1943 roku 17C. W latach 2008-2024 dyrektorką MIK była Joanna Orlik, jej obowiązki przejął w październiku 2024 Tomasz Włodarski.. 

## Działania
Misją Małopolskiego Instytutu Kultury jest tworzenie dialogu w sferze kultury. Swoje cele realizuje poprzez liczne projekty i programy, które obejmują między innymi: promowanie dziedzictwa kulturowego Małopolski, które traktowane jest przez instytucje jako źródło inspiracji i element budowania tożsamości, wspieranie pracowników kultury na ścieżce rozwoju i zmian, edukację kulturową i pracę projektową z dziećmi, rozwój kadry kultury, formułowanie strategii rozwoju, projekty badawcze oraz konferencje.
- Pierścień św. Kingi -  realizowany w latach 2005 – 2009. Projekt, w ramach którego odbiorcy mogli wziąć udział w wydarzeniach inspirowanych średniowieczem – grach terenowych, pokazach, warsztatach i wycieczkach[3].
- Warto Pamiętać – realizowany dzięki inicjatywie województwa Małopolskiego. Polegał na wsparciu finansowym inicjatyw kulturalnych przygotowanych dla upamiętnienia ważnych rocznic oraz na promowaniu i upowszechnianiu wiedzy o małopolskim programie obchodów rocznic[4].
- Małopolskie Dni Dziedzictwa Kulturowego – cykliczne wydarzenie promujące bogactwo kulturowe Małopolski[5].
- Małopolska To Go - portal z propozycjami tras jednodniowych wycieczek po Małopolsce[6].
- Wirtualne Muzea Małopolski – projekt, którego celem jest digitalizacja zbiorów muzealnych, tworzenie trójwymiarowych prezentacji, modeli 3D, unikatowych kolekcji i wystaw w przestrzeni wirtualnej[7].
- Skansenova - projekt konserwacji zabytków drewnianych w regionie[8].
- Akcja Eksploracja - cykl wydarzeń, których celem jest odkrywanie miejsc i historii związanych z dziedzictwem kulturowym Krakowa[9].
- Wywołane Historie – projekt, w ramach którego wywoływane są wspomnienia i historie w lokalnych społecznościach za pomocą archiwalnych fotografii i dokumentów[10].
- Kultura Małopolski - serwis poświęcony wydarzeniom kulturalnym realizowanym przez krakowskie i regionalne ośrodki kultury, a także najciekawszym inicjatywom ogólnopolskim;
- Szlak Małopolski - platforma informacyjno-promocyjna dotycząca turystyki kulturowej;
- Małopolska. Moja Wolność – cykl wydarzeń organizowanych z okazji 100-lecia odzyskania przez Polskę niepodległości;
- Projekt Miejski – spotkania z architektami, artystami, socjologami, filozofami i kuratorami na temat przestrzeni miejskiej i jej gospodarowania;
- Dni Małopolski w Brukseli – promocja kultury Małopolski poza granicami kraju;
- Małopolskie Dźwięki – promocja kultury regionu poprzez nagrania dźwięków;
- Sztuka życia – projekt skierowany do osób związanych ze współpracą z młodzieżą, polegający na organizacji warsztatów, webinariów, dyskusji wokół problemów dotykających młode osoby;
- Bardzo Młoda Kultura – program rozwoju edukacji kulturowej;
- Małopolski Kongres Dyrektorów Domów Kultury – doroczne spotkanie osób zarządzających domami kultury w Małopolsce;
- Dynamika Ekspozycji – program skierowany do pracowników muzeów i galerii;
- Cicerone – cykl warsztatów i wykładów skierowanych do instytucji zajmujących się udostępnianiem dziedzictwa, mających na celu rozwój kompetencji pracowniczych w zakresie komunikacji z odbiorcami, udostępniania i pracy z dziedzictwem;
- Oil City – planszowa ekonomiczna gra symulacyjna o początkach przemysłu naftowego w Galicji;
- Hamernia – gra pozwalająca uczestnikom na wcielenie się w postaci turystów lub mieszkańców Zakopanego, którzy tworzą drużyny i wspólnie zastanawiają się nad rozwiązaniem przydzielonych problemów;
- Chłopska Szkoła Biznesu – planszowa gra symulacyjna inspirowana historią przedsiębiorczych rzemieślników z XVIII-wiecznego ośrodka andrychowskiego;
- Inherit – projekt realizowany w latach 2013-2016. Jego celem było określenie kompetencji i kwalifikacji cechujących interpretatora dziedzictwa oraz zdefiniowanie i wspieranie ścieżki rozwoju w tym zakresie;
- Aqueduct – projekt realizowany w latach 2009-2011. Miał na celu zachęcanie nauczycieli, aby do rozwijania kompetencji uczniów wykorzystywali dziedzictwo kulturowe;
- Małopolska. Kultura wrażliwa – projekt dążący do zwiększenia obecności osób z niepełnosprawnościami w instytucjach kultury;
- Wolontariat – umożliwianie młodym osobom zdobycia doświadczenia w MIK w celu kształcenia młodych kadr kultury;
- Zbiornik Kultury – udostępnianie przestrzeni młodym artystom i kuratorom;
- Muzeoblog – blog poświęcony zjawiskom muzealnym;
- Zadziałaj dla siebie – wspieranie instytucji kultury w procesie rozwoju;
- Autoportret – wydawany przez MIK od 2002 roku kwartalnik skierowany do osób zainteresowanych problematyką przestrzeni;
- Broszury do myślenia – wydawane przez MIK zbiory esejów o różnorodnej tematyce;
- Współpraca. Wokół kompetencji przyszłości – cyk konferencji poświęconych współpracy między sektorami kultury, edukacji, pomocy społecznej i rynku pracy;
- Straty i problemy podmiotów działających w sektorze kultury i w sektorze kreatywnym w Małopolsce w związku z pandemią COVID-19 – badanie ankietowe oceniające skalę strat problemów i wyzwań, z którymi mierzyły się podmioty sektora kultury i sektora kreatywnego w Małopolsce;
- Jaki program edukacji kulturowej w Krakowie? Diagnoza edukacji w obszarze kultury - celem publikacji opracowanej na zlecenie Urzędu Miasta Krakowa jest wskazanie kluczowych zagadnień związanych z pytaniem: jaki powinien być program (rozwoju) edukacji kulturowej w Krakowie?;
- Biblioteka Kraków. Rozwój sieci miejskich bibliotek publicznych – celem projektu była diagnoza i analiza funkcjonowania sieci bibliotek miejskich w przestrzeni fizycznej i społecznej Krakowa;
- Poprawa jakości gromadzenia danych o publicznych i niepublicznych instytucjach kultury w Polsce – projekt obejmował ewaluację programu statystyki publicznej realizowanego przez Główny Urząd Statystyczny w obszarze sprawozdawczości instytucji kultury w Polsce, a także opracowanie nowej metody gromadzenia danych o systemie instytucji/ organizacji kultury w Polsce;
- Cyfrowe praktyki i strategie udostępniania i odbioru dziedzictwa kulturowego w Polsce w latach 2004-2014 - celem projektu była syntetyczna analiza cyfrowych praktyk i strategii udostępniania i odbioru dziedzictwa kulturowego w Polsce w latach 2004–2014;
- Animacja/edukacja. Możliwości i ograniczenia edukacji i animacji kulturowej w Polsce -  kompleksowy portret animacji i edukacji kulturowej w Polsce;
- Biblioteki w społeczeństwie wiedzy – strategie dla przyszłości - projekt obejmował wymianę międzyinstytucjonalną oraz wymianę dobrych praktyk w zakresie zarządzania kulturą i budowania strategii przez polskie i norweskie instytucje związane z systemem bibliotecznym;
- Kultura miejska – węzły i przepływy - celem badań było uchwycenie nieformalnych oraz częściowo sformalizowanych praktyk uczestnictwa w szeroko rozumianej kulturze miejskiej, przede wszystkim kulturze alternatywnej, manifestujących się w przestrzeni miasta – na przykładzie Krakowa;
- Partycypacyjne zarządzanie w lokalnych instytucjach kultury a profile uczestnictwa w kulturze – projekt miał na celu pokazanie relacji między sposobem zarządzania i ofertą instytucji kultury a profilami uczestnictwa w kulturze osób związanych z instytucją[11].
- Usługi kulturalne a praktyki kulturowe. Badania lokalnych obiegów kultury - badanie polegało na pogłębionej analizie „scen kultury” w 10 gminach Małopolski[12].
- Aspiracje i potrzeby kulturowe gimnazjalistów z gminy Babice - projekt badawczo-diagnostyczny dotyczący sytuacji młodzieży gimnazjalnej w gminie Babice[13].
- Udział w międzynarodowym projekcie pod nazwą Jewish Heritage Network (Moreshet)[14].
- Konferencja ENO - dyskusja o kulturze w skali europejskiej[15].